# Sis dies de Múnic

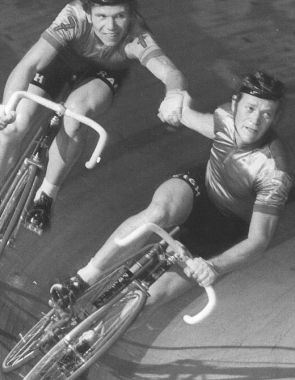
René Pijnen i Gunther Haritz en una imatge de l'edició de 1976.

Els Sis dies de Múnic era una cursa de ciclisme en pista, de la modalitat de sis dies, que es corria al Olympiahalle de Múnic (Alemanya). Malgrat que la seva primera edició data del 1933, no és fins al 1949 que es disputen d'una manera regular fins al 1954. Es van reprendre el 1972 i van durar fins al 2009.

## Palmarès
| Any      | Primers                                      | Segons                              | Tercers                                  |
| -------- | -------------------------------------------- | ----------------------------------- | ---------------------------------------- |
| 1933     | Franz Lehmann · Oskar Tietz                  | Gustav Kilian · Heinz Vöpel         | Lothar Ehmer · Georg Umbenhauer          |
| 1934-48  | No disputats                                 | No disputats                        | No disputats                             |
| 1949     | Maurice Depauw jr Robert Naeye               | Gilbert Doré Robert Oubron          | Arie Vooren Gérard van Beek              |
| 1950 (1) | René Adriaensens Robert Naeye                | Reginald Arnold Alfred Strom        | Gustav Kilian Jean Roth                  |
| 1950 (2) | Camiel Dekuysscher Odiel Van Den Meersschaut | Reginald Arnold Ludwig Hörmann      | Arthur Sérès Roger-Jean Le Nizhery       |
| 1951     | Émile Carrara Guy Lapébie                    | Severino Rigoni Ferdinando Terruzzi | Reginald Arnold Alfred Strom             |
| 1952     | Ludwig Hörmann Alfred Strom                  | Émile Carrara Dominique Forlini     | Roger De Corte Odiel Van Den Meersschaut |
| 1953     | Walter Bucher Jean Roth                      | Lucien Gillen Ferdinando Terruzzi   | Werner Holthöfer Hans Preiskeit          |
| 1954     | Ludwig Hörmann Hans Preiskeit                | Evan Klamer Kay-Werner Nielsen      | Valentin Petry Walter Schürmann          |
| 1955-71  | No disputats                                 | No disputats                        | No disputats                             |
| 1972     | Sigi Renz Wolfgang Schulze                   | Albert Fritz Wilfried Peffgen       | Alain Van Lancker Patrick Sercu          |
| 1973     | Léo Duyndam René Pijnen                      | Graeme Gilmore Dieter Kemper        | Sigi Renz Wolfgang Schulze               |
| 1974     | Graeme Gilmore Sigi Renz                     | Wilfried Peffgen Jürgen Tschan      | Jacky Mourioux Alain Van Lancker         |
| 1975     | Gunther Haritz René Pijnen                   | Eddy Merckx Patrick Sercu           | Albert Fritz Wilfried Peffgen            |
| 1976     | Albert Fritz Wilfried Peffgen                | Graeme Gilmore Patrick Sercu        | Udo Hempel Jürgen Tschan                 |
| 1977     | Eddy Merckx Patrick Sercu                    | Danny Clark Günther Schumacher      | Roman Hermann René Pijnen                |
| 1978     | Gregor Braun Patrick Sercu                   | Danny Clark Gerrie Knetemann        | Roman Hermann Horst Schütz               |
| 1979     | Patrick Sercu Dietrich Thurau                | Donald Allan Danny Clark            | Francesco Moser René Pijnen              |
| 1980     | Donald Allan Danny Clark                     | Albert Fritz Wilfried Peffgen       | Gert Frank René Pijnen                   |
| 1981     | Donald Allan Danny Clark                     | René Pijnen Dietrich Thurau         | Roman Hermann Horst Schütz               |
| 1982     | René Pijnen Patrick Sercu                    | Albert Fritz Dietrich Thurau        | Donald Allan Danny Clark                 |
| 1983     | Urs Freuler René Pijnen                      | Gert Frank Dietrich Thurau          | Josef Kristen Horst Schütz               |
| 1984     | Gert Frank Hans-Henrik Oersted               | Urs Freuler René Pijnen             | Danny Clark Dietrich Thurau              |
| 1985     | Urs Freuler René Pijnen                      | Stan Tourné Etienne De Wilde        | Anthony Doyle Gary Wiggins               |
| 1986     | Danny Clark Dietrich Thurau                  | Urs Freuler René Pijnen             | Roman Hermann Josef Kristen              |
| 1987     | Urs Freuler Dietrich Thurau                  | Danny Clark Anthony Doyle           | Andreas Kappes René Pijnen               |
| 1988     | Danny Clark Anthony Doyle                    | Stan Tourné Etienne De Wilde        | Roman Hermann Andreas Kappes             |
| 1989     | Andreas Kappes Etienne De Wilde              | Adriano Baffi Pierangelo Bincoletto | Danny Clark Rolf Gölz                    |
| 1990     | Danny Clark Tony Doyle                       | Adriano Baffi Pierangelo Bincoletto | Andreas Kappes Etienne De Wilde          |
| 1991     | Andreas Kappes Etienne De Wilde              | Peter Pieters Remig Stumpf          | Danny Clark Tony Doyle                   |
| 1992     | Urs Freuler Olaf Ludwig                      | Adriano Baffi Pierangelo Bincoletto | Kurt Betschart Bruno Risi                |
| 1993     | Kurt Betschart Bruno Risi                    | Andreas Kappes Etienne De Wilde     | Adriano Baffi Pierangelo Bincoletto      |
| 1994     | Kurt Betschart Bruno Risi                    | Urs Freuler Karsten Wolf            | Danny Clark Etienne De Wilde             |
| 1995     | Erik Zabel Etienne De Wilde                  | Adriano Baffi Giovanni Lombardi     | Jimmi Madsen Jens Veggerby               |
| 1996     | Adriano Baffi Giovanni Lombardi              | Kurt Betschart Bruno Risi           | Silvio Martinello Marco Villa            |
| 1997     | Kurt Betschart Bruno Risi                    | Silvio Martinello Bjarne Riis       | Jimmi Madsen Jens Veggerby               |
| 1998     | Kurt Betschart Bruno Risi                    | Adriano Baffi Andreas Kappes        | Tayeb Braikia Jimmi Madsen               |
| 1999     | Andreas Kappes Silvio Martinello             | Kurt Betschart Bruno Risi           | Robert Bartko Scott McGrory              |
| 2000     | Kurt Betschart Bruno Risi                    | Silvio Martinello Marco Villa       | Robert Bartko Erik Zabel                 |
| 2001     | Silvio Martinello Erik Zabel                 | Kurt Betschart Bruno Risi           | Matthew Gilmore Scott McGrory            |
| 2002     | Matthew Gilmore Scott McGrory                | Kurt Betschart Bruno Risi           | Andreas Beikirch Andreas Kappes          |
| 2003     | Bruno Risi Kurt Betschart                    | Matthew Gilmore Scott McGrory       | Andreas Beikirch Andreas Kappes          |
| 2004     | Matthew Gilmore Scott McGrory                | Robert Slippens Danny Stam          | Andreas Beikirch Andreas Kappes          |
| 2005     | Erik Zabel Robert Bartko                     | Robert Slippens Danny Stam          | Bruno Risi Kurt Betschart                |
| 2006     | Erik Zabel Bruno Risi                        | Franco Marvulli Iljo Keisse         | Danny Stam Peter Schep                   |
| 2007     | Bruno Risi Franco Marvulli                   | Erik Zabel Leif Lampater            | Robert Slippens Danny Stam               |
| 2008     | Iljo Keisse Robert Bartko                    | Erik Zabel Leif Lampater            | Olaf Pollack Roger Kluge                 |
| 2009     | Bruno Risi Franco Marvulli                   | Alex Rasmussen Michael Mørkøv       | Leif Lampater Christian Grasmann         |